# Salomé Zourabichvili
Salomé Nino Zourabichvili (in georgiano სალომე ზურაბიშვილი?; Parigi, 18 marzo 1952) è una scrittrice, politica e diplomatica francese naturalizzata georgiana.
Già ambasciatrice della Francia in Georgia dal 2003 al 2004, svolge poi attività politica in Georgia quale cittadina georgiana come Ministro degli affari esteri nel 2004-2005, parlamentare indipendente dal 2016, e nel novembre 2018 è stata eletta quinto Presidente della Georgia (a decorrere dal 16 dicembre successivo), prima donna a ricoprire tale incarico.

## Biografia
Nata a Parigi da una famiglia di emigranti politici georgiani, ha frequentato alcune delle più prestigiose scuole francesi, tra cui l'Istituto di studi politici di Parigi (Sciences Po), e ha iniziato un master alla Columbia University di New York nell'anno accademico 1972-1973, seguendo anche le lezioni di Zbigniew Brzezinski.
Nel 1974 ha abbandonato gli studi, iniziando a lavorare per il Ministero degli esteri francese e ricoprendo incarichi diplomatici a Roma, alle Nazioni Unite, a Bruxelles, Washington, e altre destinazioni. Nel 1986, mentre era dipendente dell'ambasciata di Francia a Washington, Zourabichvili ha visitato per la prima volta la Georgia. In seguito, è stata a capo della Divisione per le questioni internazionali e strategiche della Segreteria generale di difesa nazionale della Francia dal 2001 al 2003, venendo poi nominata ambasciatrice francese in Georgia nel 2003.
Il 18 marzo 2004 fu nominata Ministro degli affari esteri del nuovo governo del Presidente georgiano Mikheil Saak'ashvili, ottenendo altresì la cittadinanza georgiana su concessione dello stesso Saak'ashvili, decisione approvata congiuntamente dal presidente francese Jacques Chirac. In qualità di Ministro degli esteri della Georgia, Zourabichvili è stata la principale negoziatrice dell'accordo del 19 maggio 2005 per il ritiro delle basi militari russe dal territorio della Georgia, firmato con il ministro degli esteri russo Sergej Lavrov. Durante il suo mandato di ministro degli esteri fu creato il "Nuovo gruppo di amici della Georgia" (che riunisce Ucraina, Lituania, Lettonia, Estonia, Romania, Bulgaria, Repubblica Ceca, Polonia) per coadiuvare la Georgia nelle sue aspirazioni verso la NATO e per promuoverne l'integrazione nell'Unione europea.
Dopo una serie di controversie con i membri del Parlamento e pesanti critiche da parte di ambasciatori georgiani, il 19 ottobre 2005 la sua nomina è stata revocata dal primo ministro Zurab Noghaideli. Poco prima della sua revoca, Zourabichvili si è dimessa dal servizio estero francese, che aveva continuato a pagarle uno stipendio mentre era ministro, annunciando anche che sarebbe rimasta in Georgia per continuare a svolgere attività politica.

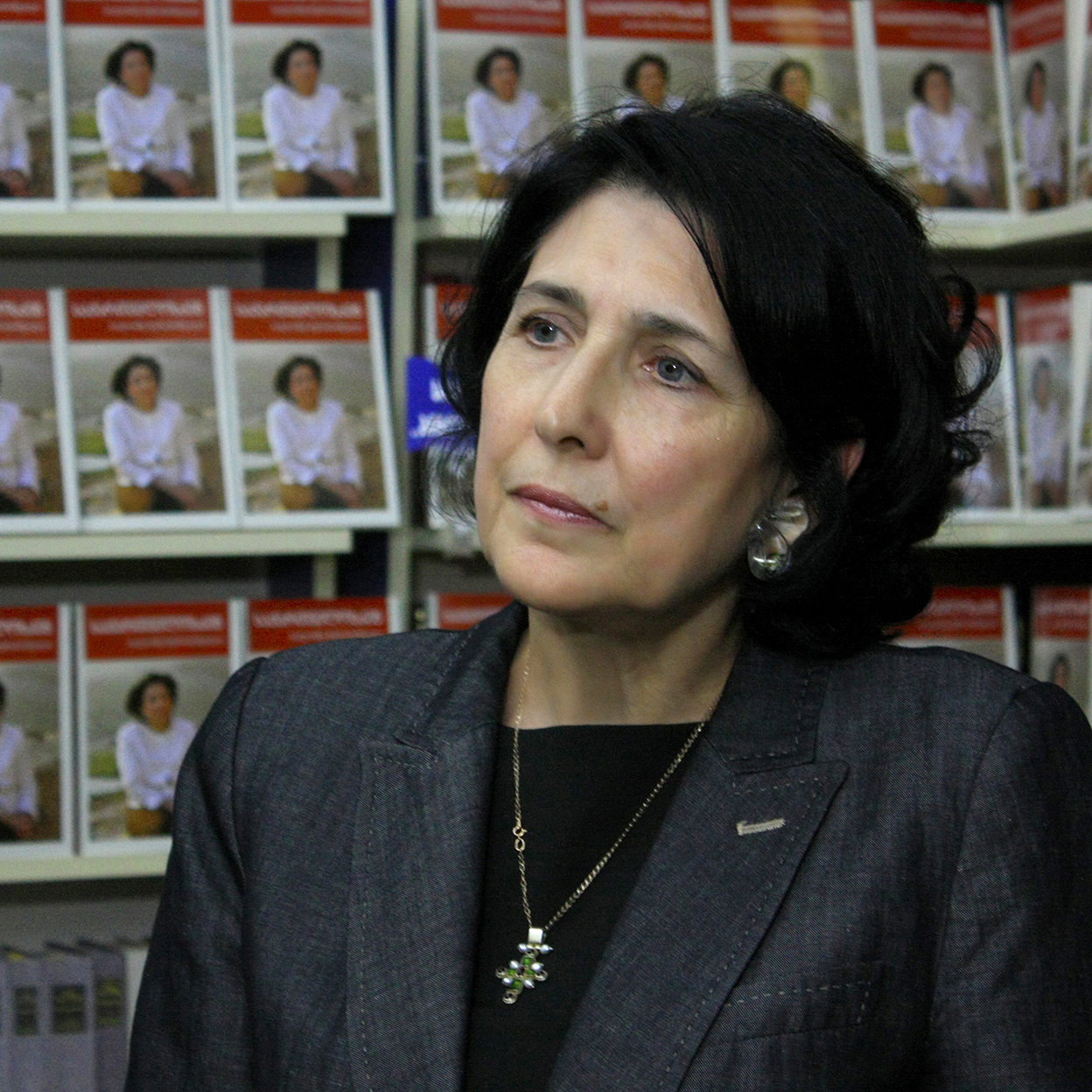
Salomé Zourabichvili durante la presentazione di un suo libro

Dopo aver creato, nel novembre 2005, il "Movimento di Salomé Zourabichvili", nel gennaio 2006 ha annunciato la fondazione del nuovo partito politico Via della Georgia, criticando il "sistema politico di fatto a partito unico". Sebbene Zourabichvili godesse di una certa reputazione in Georgia, non è stata in grado di affermarsi in campo politico: alle elezioni del consiglio comunale di Tbilisi del 5 ottobre 2006 ottenne solo il 2,77% dei voti, mentre sei mesi prima un sondaggio d'opinione condotto dal settimanale georgiano Kviris Palitra aveva stimato nel 23,1% il suo potenziale di raccolta voti alle future elezioni presidenziali. Dall'ottobre 2007, il suo partito fa parte dell'alleanza di opposizione unita, che ha nominato Zourabichvili come potenziale primo ministro in caso di vittoria del candidato Levan Gachechiladze alle elezioni presidenziali del gennaio 2008. Nell'ambito della campagna d'opposizione del 2009 per costringere il presidente Mikheil Saak'ashvili a dimettersi, il 26 marzo, a Tbilisi, Zourabichvili condusse una marcia di protesta insieme ad altre figure di spicco dell'opposizione, tra cui Nino Burjanadze, David Gamkrelidze ed Eka Beselia.
Nel 2010 è stata nominata coordinatrice del gruppo di esperti nominati dall'Organizzazione delle azioni Unite a sostegno del Comitato per le sanzioni contro il programma nucleare dell'Iran.
Il 12 novembre 2010, Zourabichvili annunciò il suo ritiro dalla leadership di Via Georgiana, succeduta da Kakha Seturidze. Dopo due anni di congedo dalla politica, ha sostenuto pubblicamente il partito Sogno Georgiano fondato dal miliardario Bidzina Ivanishvili in vista delle elezioni presidenziali del 2013, ma poco dopo la Commissione elettorale centrale rifiutò di registrarla come candidata presidenziale a causa della sua doppia cittadinanza, francese e georgiana.
Nel 2016 partecipa come candidata indipendente alle elezioni politiche, venendo così eletta al Parlamento della Georgia.
Nell'agosto 2018, Zourabichvili ha annunciato la partecipazione alle elezioni presidenziali georgiane come candidata indipendente, anche se la sua campagna elettorale è stata fortemente sostenuta da Sogno Georgiano. Il suo principale avversario nelle elezioni fu Grigol Vashadze, del partito Movimento Nazionale Unito sostenuto da Mikheil Saak'ashvili. Nel primo turno delle elezioni ottenne il 38,7% dei voti, un punto percentuale davanti a Vashadze; nel turno di ballottaggio Zourabichvili ha vinto con il 59,52% dei voti.

## Presidente della Georgia

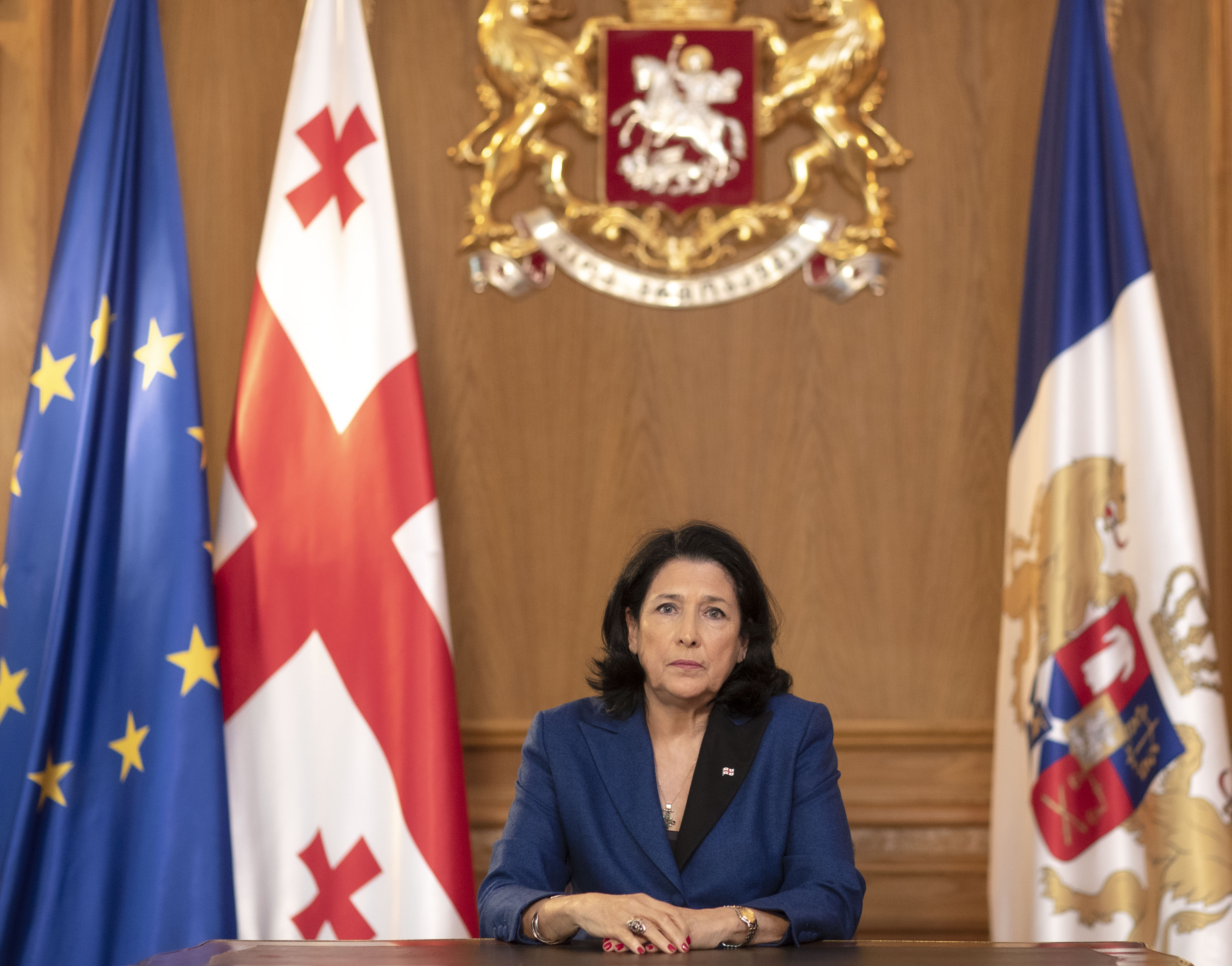
Zourabichvili si rivolge alla nazione nell'anniversario della tragedia del 9 aprile, quando le truppe sovietiche schiacciarono i manifestanti che chiedevano l'indipendenza

Il 16 dicembre, presso il Palazzo Erekle II a Telavi, si è tenuto l'inaugurazione del mandato del 5º Presidente della Georgia. Zourabichvili ha indossato per la cerimonia un completo bianco e rosso, i colori della bandiera georgiana, disegnato da Jaba Diasamidze, uno stilista georgiano che lavora in Francia. La presidente eletta è stata portata a palazzo in macchina e accompagnata sul tappeto rosso dai suoi figli, Teimuraz e Ketevan Gorgestani.
All'evento hanno partecipato 1800 invitati. Secondo la decisione degli organizzatori, tutti gli ospiti, tranne quelli con problemi di salute, si sono alzati in piedi. Tra i presenti all'inaugurazione c'erano il 4º Presidente della Georgia, Giorgi Margvelashvili, e sua moglie, il Catholicos-Patriarca di tutta la Georgia, Ilia II, il Presidente dell'Armenia, Armen Sargsyan, l'ex Presidente della Francia Nicolas Sarkozy, e rappresentanti di altre delegazioni.
In qualità di presidente, Zourabichvili ha ereditato una nuova Costituzione entrata in vigore il giorno del suo insediamento, che ha sottratto in modo significativo diversi poteri alla Presidenza, concentrandoli all'interno del Parlamento e dell'Ufficio del Primo Ministro. Tuttavia, questo non le ha impedito di usare la sua posizione per chiedere decisioni storicamente importanti, inclusa una nuova indagine sulla controversa morte di Zviad Gamsakhurdia, il primo presidente del paese, avvenuta nel 1993.

## Vita privata
Si è sposata due volte. Dal primo matrimonio con Nicolas Gorjestani (economista iraniano-americano della Banca mondiale, lui stesso di origine georgiana) ha avuto due figli: Kéthévane (giornalista di France 24) e Théïmouraz (diplomatico francese). Si è risposata nel 1993 con Janri Kashia, influente scrittore e giornalista georgiano, rifugiato politico in Francia, morto nel 2012.

## Opere
- Une femme pour deux pays, 2006
- Fermer Yalta, 2007
- Les cicatrices des Nations: L'Europe malade de ses frontières, 2008
- La tragédie géorgienne
- L'exigence démocratique